# Étienne-Gabriel Morelly
Étienne-Gabriel Morelly, o Morelli (1717 circa), è stato un filosofo, scrittore e politico francese. In alcune fonti, questo autore del Settecento francese viene indicato con il solo cognome Morelly (o Morelli) poiché risultano incerti tutti gli altri dati biografici.

## Un personaggio misterioso
La quasi assenza di notizie su questo autore (si sa soltanto che fu abate e che insegnò) ha fatto pensare che Morelly fosse uno pseudonimo dietro il quale si nascondesse un gruppo politico antimonarchico dalla ideologia radicale e velleitaria. La storiografia filosofica ce l'ha rappresentato come un personaggio minore, sconosciuto e misterioso, un filosofo politico-utopistico che andava collegato alla corrente ideologica più radicale dell'Illuminismo.
In una serie di saggi degli anni settanta e ottanta alcuni autori hanno identificato questo personaggio con Étienne-Gabriel Morelly, nato nel 1717 a Vitry-le-François e morto nel 1778, che ebbe probabilmente rapporti politici e letterari con Fontenelle e che frequentò il salotto di Madame Dupin.
Oggi la critica filosofica ha rivalutato Morelly giudicandolo come un pensatore «di primo piano [tra quelli] che si sono misurati con le contraddizioni sociali del proprio tempo e hanno saputo interpretare le esigenze di emancipazione del genere umano.»

## Le opere

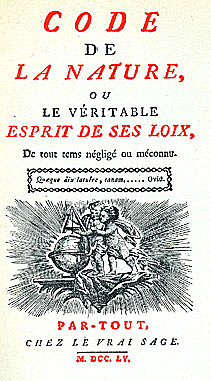
Edizione originale del Code de la nature

Anche la paternità delle opere non è sicura: tra queste la più importante, il Code de la nature, ou le véritable esprit de ses lois, de tous temps négligé ou méconnu (Codice della natura, o il vero spirito delle sue leggi, in ogni epoca sempre trascurato o misconosciuto), pubblicata a Liegi nel 1755, fu originariamente ritenuta opera di Diderot che non ne negò mai l'attribuzione.
Che Diderot fosse l'autore del Codice sembrò confermato dal fatto che François Noel Babeuf, quando nel 1797 dovette difendersi nel tribunale di Vendôme dall'accusa di aver organizzato con la sua "Congiura degli Eguali" un tentativo controrivoluzionario, dichiarò che egli aveva seguito la dottrina esposta in quell'opera e che quindi era da considerarsi un discepolo di Diderot.
Oltre al Codice gli altri scritti attribuiti a Morelly sono:
- Essai sur l'esprit humain ou Principes naturels de l'éducation, ( Saggio sullo spirito umano ) (1743);
- Essai sur le cœur humain ou Principes naturels de l'éducation, (Saggio sul cuore umano) (1745)[11]
- Physique de la beauté ou Pouvoir naturel de ses charmes, (Fisica della bellezza o Potere naturale delle sue attrattive) (1748)
- Le Prince, les délices des cœurs ou Traité des qualités d'un grand roi, et système général d'un sage gouvernement (Il Principe, le delizie dei cuori o Trattato delle doti di un grande re, e sistema generale di un saggio governo) (1751)
- Naufrage des isles flottantes, ou Basiliade du célèbre Pilpai (Il naufragio delle isole galleggianti o Basiliade del celebre Pilpai) (1753).
- Lettres de Louis XIV aux princes de l'Europe, à ses généraux, ses ministres, etc., recueillies par M. Rose, secrétaire du cabinet; avec des remarques historiques, par M. Morelly (Lettere di Luigi XIV ai principi europei, ai suoi generali, ai suoi ministri ecc., raccolte dal Signor Rose, segretario dell'ufficio; con delle annotazioni storiche del Signor Morelly) (1755)
- L'Hymen vengé en cinq chants, suivi de la traduction libre en vers françois de Médée, tragédie de Sénèque, et de quelques pièces fugitives, par M***. (L'Imene vendicato in cinque canti, seguito dalla traduzione libera in versi francesi della Medea, tragedia di Seneca, e qualche brano sparso, di M***) (1778).

## Il pensiero
I. Niente nella società apparterrà singolarmente o in proprietà a qualcuno, tranne le cose di cui farà un uso abituale, sia per i suoi bisogni, i suoi piaceri o il suo lavoro quotidiano.
II. Ogni cittadino sarà uomo pubblico, sostentato, intrattenuto e occupato a spese pubbliche.
III. Ogni cittadino contribuirà da parte sua all'utilità pubblica secondo le sue forze, i suoi talenti e la sua età; è su ciò che saranno regolati i suoi doveri, conformemente alle leggi distributive...»
Morelly ripropone la filosofia di Locke nei principi dell'educazione e nel ricondurre lo spirito umano e i sentimenti all'amore di sé, inteso come un naturale istinto di autoconservazione.
Per quanto riguarda le teorie politiche nel Principe Morelly appare all'inizio condividere con l'Illuminismo moderato l'idea della costituzione di una monarchia illuminata come quella di Federico II di Prussia a cui dedica la sua opera, ma successivamente nel Codice e nella Basiliade, un poema utopistico in quattordici canti, avanza una critica radicale tra le più estreme nei confronti sia delle istituzioni politiche (ispirandosi al giusnaturalismo di Ugo Grozio, Samuel Pufendorf e Thomasius) che dei rapporti sociali del suo tempo.
La degenerazione della società politica e civile, secondo Morelly, è da riportare all'istituzione della proprietà privata che ha alterato la spontanea armonia dello stato di natura la cui reale esistenza egli riporta, al contrario di Rousseau, a una determinata epoca storica quando vigeva una totale eguaglianza e la comunione dei beni tra gli uomini.
Le leggi di natura sono buone perché sono espressioni di Dio e al contempo della ragione cosicché nello stato di natura si esprimeva quindi la bontà dell'uomo appagato per l'abbondanza dei beni e per la varietà dei bisogni che erano tali che non si creavano contrasti con le eguali necessità degli altri. Con l'introduzione della proprietà privata si originava invece una corruzione dei buoni rapporti tra gli uomini che portava a quella condizione di bellum omnium contra omnes che si era fatta passare come il vero stato naturale iniziale dell'uomo servendosi di questo mito per stabilire falsi principi morali e politici e per giustificare lo stato tirannico.
Abolendo la proprietà privata si può ripristinare lo stato di natura iniziale e con esso la naturale disposizione al bene dell'uomo che ama la pace e l'armonia con gli altri uomini. Certo un puro e semplice ritorno al passato non è possibile: all'economia primitiva basata sulla caccia e la pesca bisognerà sostituire l'agricoltura e l'artigianato che assicurano una vita meno precaria, badando bene però che le leggi impediscano una degenerazione dell'economia verso l'accumulazione dei beni e il lusso.
Il pensiero di Morelly si salda alle tendenze utopistiche e rivoluzionarie della prima metà dell'800 e viene messo nel giusto rilievo anche da Marx. «... Sarà proprio Morelly, contemporaneo di Rousseau, che influenzerà Marx. La formula di Morelly per il superamento immediato di tutte le diseguaglianze naturali e sociali: "da ognuno secondo le sue capacità, ad ognuno secondo i suoi bisogni"» lo farà considerare come uno dei grandi precursori del socialismo moderno.